# Libertus Busemann
Libertus Busemann (* 28. Februar 1851 in Loppersum; † 28. März 1944) war ein deutscher Pädagoge und Autor zahlreicher naturkundlicher Bücher und Aufsätze.

## Leben
Libertus Klaassen Busemann wurde in Loppersum als zweitjüngstes Kind von Klaas Harms Busemann und seiner Frau Anna Snitker geboren. Er hatte sieben Geschwister. Wo er studiert hat und zum Lehrer ausgebildet wurde, ist nicht bekannt. Nach seinem Studium wurde er Volksschullehrer in Emden. Später war er in Aurich als Präparandenlehrer in der Ausbildung der Lehrer tätig. Im Jahr 1893 wechselte Busemann als königlicher Seminarlehrer nach Northeim. Busemann war mit Anna Schumacher verheiratet. Ihr Sohn ist der bekannte Psychologe Adolf Busemann. Busemann starb 1944, er wurde 93 Jahr alt. Libertus Busemann war Verfasser vieler naturkundlicher Unterrichtswerke und Aufsätze. Er wurde mit dem Hausorden der Hohenzollern ausgezeichnet.

## Werke
- Naturkundliche Volksbücher. Allen Freunden der Natur. 2 Bände, EA. Vieweg & Sohn, Braunschweig 1887.
- Hilfsbuch für den Physikunterricht im Seminar und für die Hand der Lehrer. Dürr, Leipzig 1901.
- Hilfsbuch für den Chemieunterricht in Lehrerbildungsanstalten. Eine Chemie des täglichen Lebens.
- Lebensbilder aus dem Tierreiche: Entwürfe für den tierkundlichen Unterricht in der Volksschule auf biologischer Grundlagen. A.W. Zickfeldt, 1905.
- Der Pflanzenbestimmer. Eine Anleitung, ohne Kenntnis des künstlichen oder eines natürlichen Systems die in Deutschland häufiger vorkommenden Pflanzen zu bestimmen. Kosmos, 1908.
- mit E. Richter: Physik für Lehrerbildungsanstalten. I. Für Präparandenanstalten, 3. Aufl. Dürrsche Buchhandlung, Leipzig 1908.
- Chemie und Physik für höhere und gehobene Mädchenschulen. Union, Stuttgart-Berlin 1912.
- Die Wohnungen der Tiere. In: Unsere Welt. Illustrierte Monatsschrift zur Förderung der Naturerkenntnis, Bände 13–14, 1921.
- Chemie für die erste Präparandenklasse. 1922.
- Deine Freunde in Wald und Flur. Tiergeschichten. Borgmeyer, 1936.
- In der Wildnis und im Zoo. Tiergeschichten. Borgmeyer, Hildesheim 1937.
- Belauschte Welt in Busch und Feld. Tiergeschichten. Borgmeyer, 1938.
- Vulkane und Erdbeben. Erdkundliche Geschichten. Franz Borgmeyer, 1938.
- Tiergeschichten aus Nah und Fern. Franz Borgmeyer, 1939.
- Deine Freunde in Wald und Flur. Borgmeyer, 1939.